# 1948 en informatique
1947 en informatique - 1948 - 1949 en informatique
Cet article présente les principaux évènements de 1948 dans le domaine informatique

## Événements
- Publication de l'article A Mathematical Theory of Communications sur la théorie de l'information de Claude Shannon.
- François-Henri Raymond fonde la Société d'électronique et d'automatisme (SEA).
- Le premier programme a été exécuté sur la première machine à architecture de von Neumann, le Small-Scale Experimental Machine.